# David Ortega
David Ortega Pitarch (Castellón de la Plana, 20 luglio 1979) è un ex nuotatore spagnolo.

## Carriera
Specializzato nel dorso, ha vinto un titolo continentale sulla distanza dei 100 metri.

## Palmarès
- Europei

Helsinki 2000: oro nei 100m dorso e bronzo nei 50m dorso.
Madrid 2004: bronzo nei 50m dorso.
- Giochi del Mediterraneo

Alméria 2005: argento nei 50m dorso e nella 4x100m misti e bronzo nei 100m dorso.